# Oreocarya cana
Oreocarya cana är en strävbladig växtart som beskrevs av Aven Nelson. Oreocarya cana ingår i släktet Oreocarya och familjen strävbladiga växter. Inga underarter finns listade i Catalogue of Life.